# Raphia sese
Raphia sese är en enhjärtbladig växtart som beskrevs av De Wild. Raphia sese ingår i släktet Raphia och familjen Arecaceae. Inga underarter finns listade i Catalogue of Life.